# Unterseeboot 803
L'Unterseeboot 803 (ou U-803) est un sous-marin allemand utilisé par la Kriegsmarine pendant la Seconde Guerre mondiale.

## Historique
Au cours de sa phase d'entraînement initial à Stettin au sein de la 4. Unterseebootsflottille, l'U-803 subit un assaut aérien le 11 avril 1944 qui cause la mort de cinq membres d'équipage.
Toujours à l'instruction, l'U-803 coule le 27 avril 1944 dans la Mer Baltique près de Swinemünde à la position géographique de 53° 55′ N, 14° 17′ E par une mine.

Neuf membres d'équipage meurent dans ce naufrage, qui laisse trente-cinq survivants.
L'U-Boot est renfloué le 9 août 1944 et démoli.

## Affectations successives
- 4. Unterseebootsflottille du 7 septembre 1943 au 27 avril 1944

## Commandement
- Kapitänleutnant Karl Schimpf du 7 septembre 1943 au 27 avril 1944

## Navires coulés
L'U-803 n'a, ni coulé, ni endommagé de navire ayant pris part à aucune patrouille de guerre.

## Sources
- (en) U-803 sur Uboat.net